# Ellestraat
De Ellestraat is een straatnaam en heuvel in de Vlaamse Ardennen gelegen in de omgeving van Maarke-Kerkem in het Maarkedal in de Belgische provincie Oost-Vlaanderen.
De Ellestraat (grofweg noordzijde) beklimt dezelfde heuvel als de Onderbossenaarstraat en de Bossenaarberg (grofweg oostzijde), de Taaienberg en de Bovenstraat/Kouterberg (grofweg zuidzijde) en de Kouterberg (grofweg westzijde).
De voet van de klim ligt aan de kruising met de N457, de weg tussen Leupegem en Schorisse. Aan de andere zijde van de N457 start de beklimming van de Eikenberg.

## Wielrennen
De Ellestraat wordt in 2024 voor het eerst opgenomen in de E3 Saxo Classic.